# キシュウスズメノヒエ
キシュウスズメノヒエ Paspalum distichum L. は、イネ科の植物の一つで、よく這って伸びる多年草。水田などの雑草として注意が必要なものである。変種にチクゴスズメノヒエがある。

## 概説
キシュウスズメノヒエは熱帯域に広く分布し、日本でも関東以南で普通に見られる。日本では1924年に和歌山県で初めて発見され、和名の紀州雀の稗はこれによる。穂は二叉状。日本のスズメノヒエ属の中では背丈の高くなるものではないが、匍匐枝を長く多く伸ばす植物で、非常に大きな群落をつくる。
水質地を好み、水田で繁茂して被害を与える。熱帯域では水路を塞ぐなどの被害も見られる。匍匐枝を切断しても、その断片から再び繁茂する。変種のチクゴスズメノヒエは基本変種より毛深く、大柄になり、雑草としてはさらにたちが悪い。これについては後述する。
別名にカリマタスズメノヒエがある。また英名としては knotgrass、jointgrass、water couch、water bermudsgrass がある。

## 特徴
長く匍匐枝を引く多年生草本。茎の下部は節から根を下ろして長く伸び、地表を這って1mにもなる。花茎はこのような茎から分枝して立ち上がり、高さは20-40cm。葉は柔らかくて平ら、長さ5-10cm、幅4-8mm、全体に無毛だが葉鞘の口にだけまばらな毛がある。
花茎は上に伸びるがあまり高く抜き出さず、先端に2本（まれに3本）の総（小穂のついた軸）を出す。総は長さ4-9cm、まっすぐな棒状でやや斜め上に開いてのびる。
小穂は総の軸の下面に二列をなして並ぶ。小穂は長さ3mm、長楕円形で先がとがり、ごく細かな毛が生える。第一穎は鱗片状に退化するか消失し、第二穎は小穂と同大で3-5脈があり、花軸方向にふくらむ。第一小花は不稔で、護穎が表に向き、三脈あって主脈が明瞭。第二小花は稔性で大きさは小穂と同じ。護穎は革質で厚くて無毛、縁は内側に曲がってこれとほぼ同質の内穎を抱き込む。花時にはこの部分の先端両側から黒紫色の柱頭が出る。果実が成熟するとこの護穎と内穎に包まれたまま落下する。

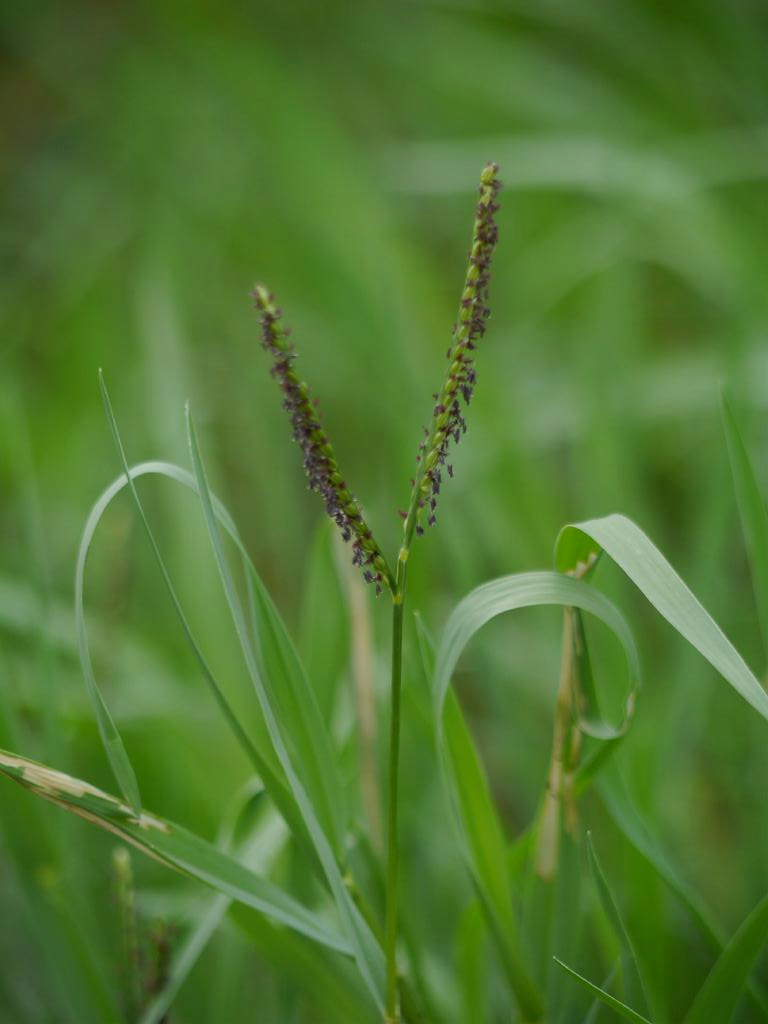
穂の拡大
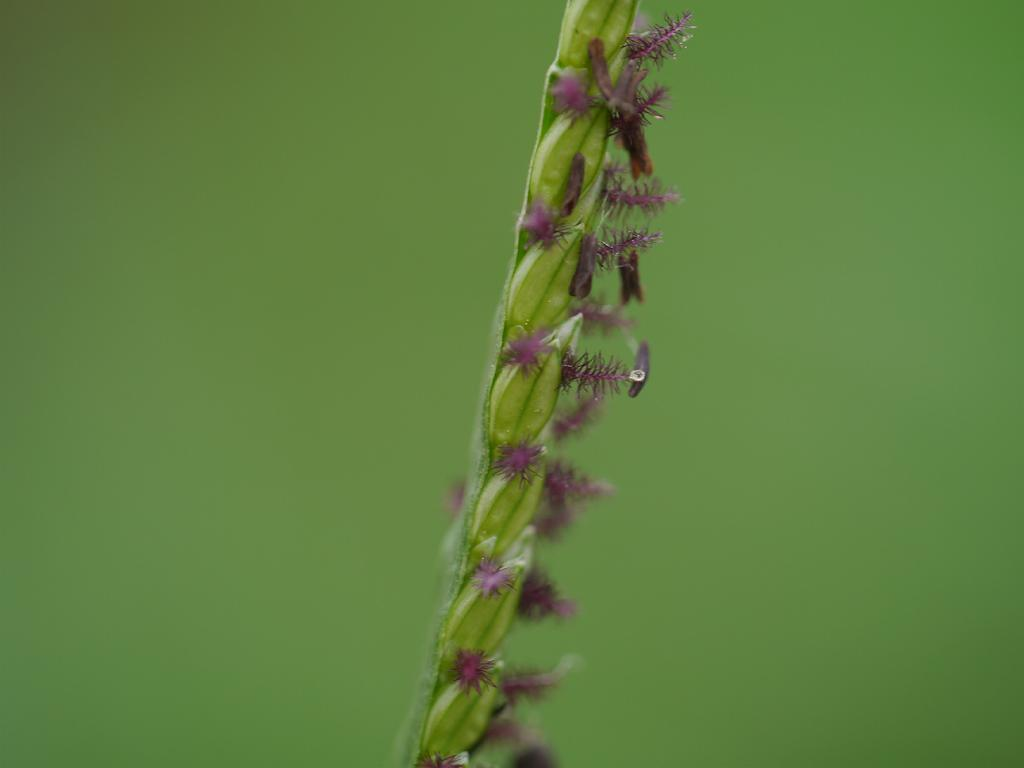
さらに拡大 紫色の柱頭が見える

## 分布
日本では関東地方以南に広く見られる。世界的には熱帯域を中心に東西半球に広く分布するものである。タイプ産地はジャマイカ。

## 生育環境
草地に生える。特に湿ったところを好み、横に這って大きな群落を作る。池や沼、水路、河原や水田などに生える。河原や堤防などではやや乾いた場所にも生えるが、水気のない場所では矮性になりがちである。何しろ『日本水草図鑑』に載ってしまうほどであり、水辺では水面にまで匍匐茎をのばし、マット状になって水面に浮かび、広く水面を覆うこともある。

## 類似種
日本で他に似たものとしてはサワスズメノヒエ P. vaginatum がある。日本では屋久島以南の南西諸島にあり、世界の熱帯域に広く分布する。この種は海岸の塩性湿地に生育するので、生育域環境もある程度区別出来る。ただし近年はシーショアパスパルムの名で芝生に使われることもある。また葉は丸く巻き、また小穂がより細長く、第一小花の護穎の中脈が弱いなど、その形質にも違いがある。
上記のように本種の変種にチクゴスズメノヒエ var. indutum がある。基本変種より一回り大きくて毛が多い。基本変種は 2n=60 の6倍体であるのに対してこの変種は 2n=40 の4倍体である。

## 利害
よく繁茂する雑草である。日本では水田における影響が大きく、1960年代から問題になり始めた。試験的に水田に侵入させた実験では二年目で水田は埋め尽くされ、草丈はイネを越えて覆い被さり、収穫量は最大で75%の減収となった。ただし、現実的には代掻きをした後に周辺部から侵入することになり、その幅はほぼ3m程度との推定もあり、そこまでの影響は出ないと思われる。だが匍匐茎を刈ってもその断片からも芽を出すので、根絶するのは難しい。
他方で牧草としての利用も行われてきた。その方面でのこの植物の名はノットグラス knotgrass である。その角度から見れば、この植物は「耐湿性、耐肥性に優れ、窒素肥料を十分に施用する場合、その生長はきわめて旺盛」な種である。

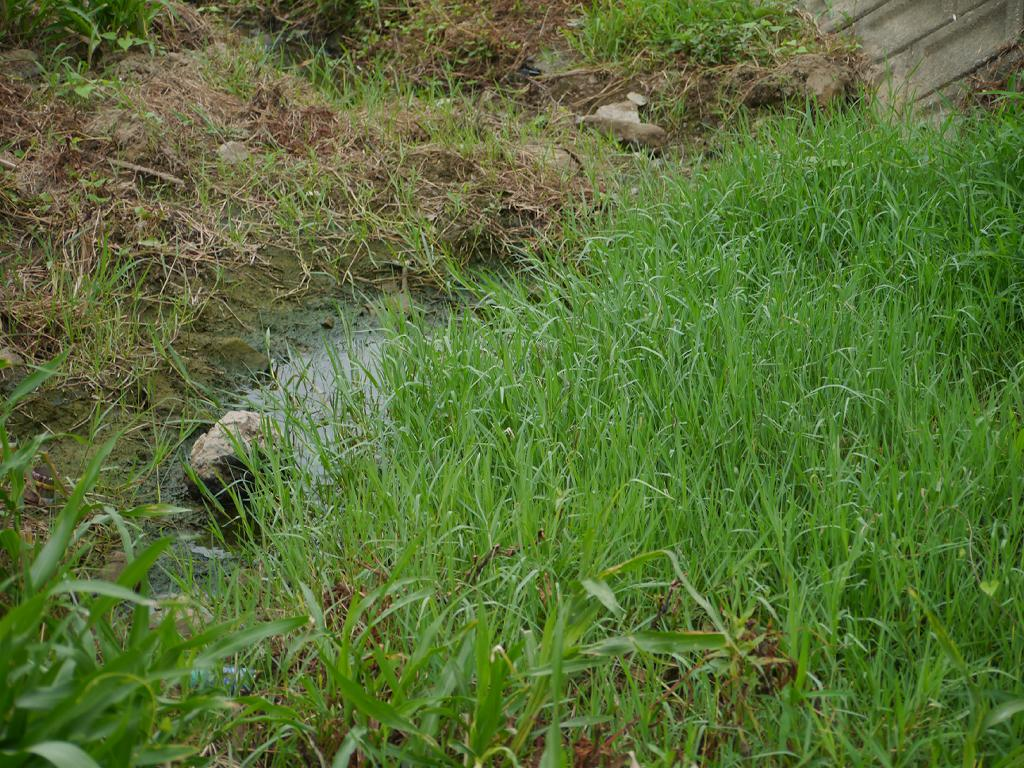
水辺の群落
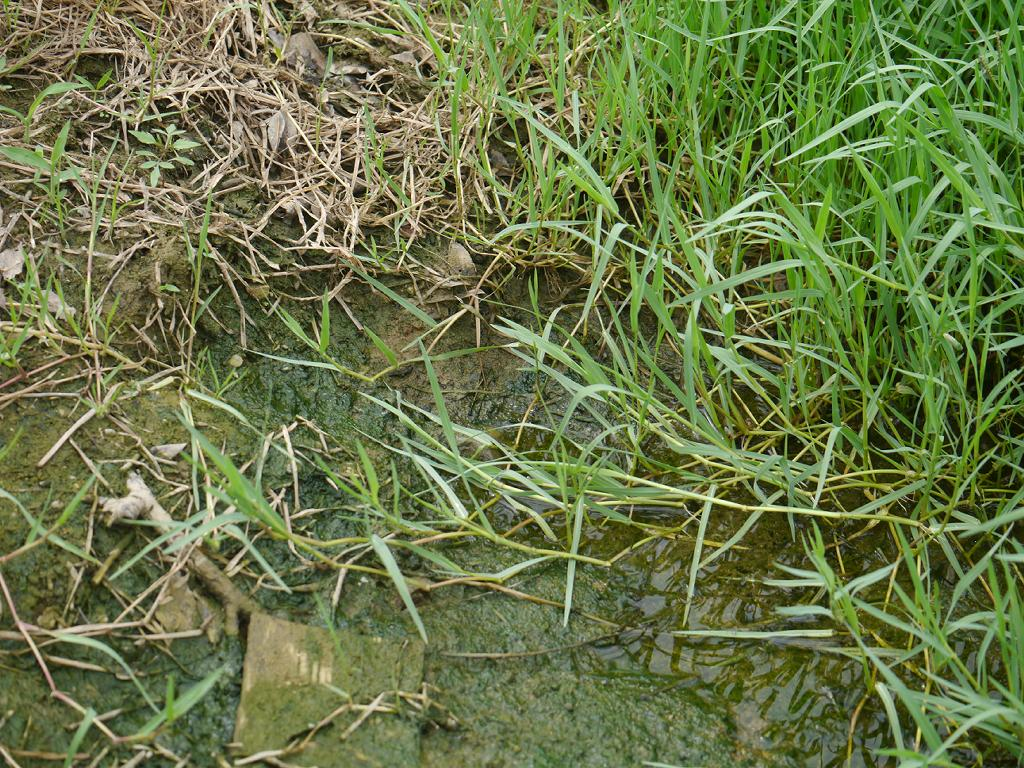
匍匐茎
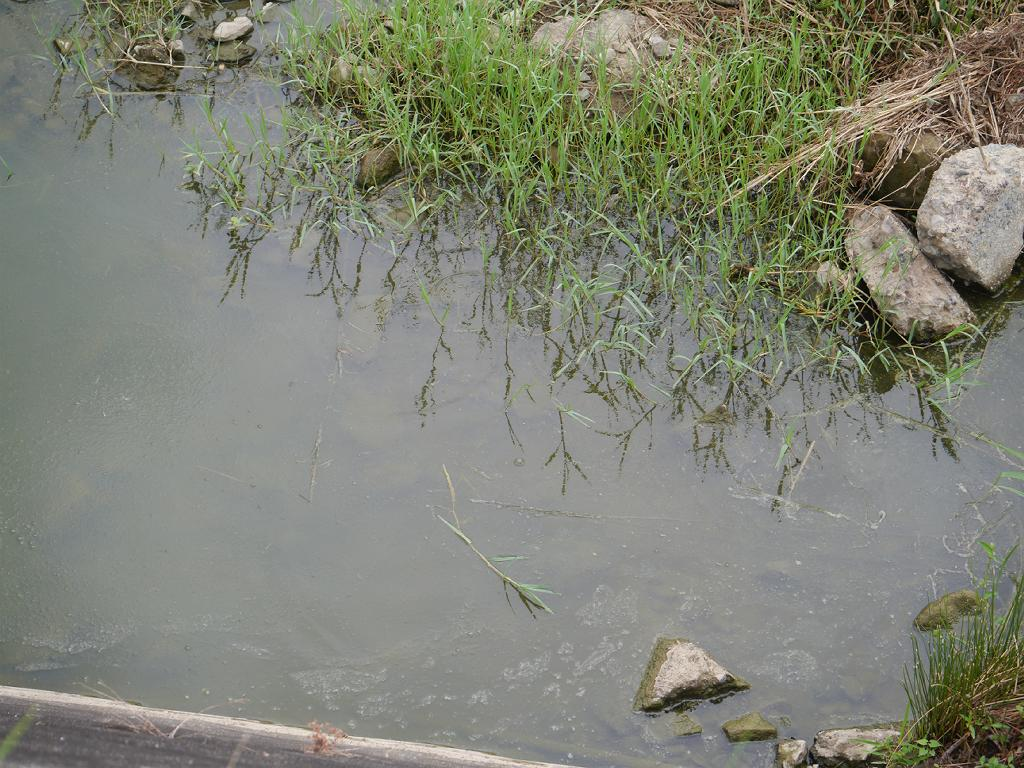
水面に伸びる様子

## チクゴスズメノヒエ
この変種を区別しないこともあるが、中間型は存在せず、区別は明確とのこと。

### 特徴
匍匐茎は分枝してよくのび、立ち上がる茎は20-40cm、葉は柔らかくて、白い毛をまばらに出すことがあり、長さ5-20cm、幅5-10mm。葉鞘には基部がふくらんだ長く白い毛を密生する。花序は総（小穂を密につけた枝）が2本からなるが、これに3本のものが混じり、時に4本のものが出る。個々の総には小穂を2列ないし4列つける。小穂では第一包穎が細い鎌状の形で見られる。
基本変種との主な差異は以下の三つ。
- 下方の葉鞘に白い毛が密生し、時にはこの毛が葉にも出る。
- 花序の総は二だが三のものが混在する。
- 第一包穎が必ずあって細長い。

### 分布
北米南部原産で、日本での分布は基本変種とほぼ同じ。和名は筑後地方に多く見られることによる。

#### 生育環境・利害
湿地から水際に出て、水面に広がりしばしば大きな群落を作る。基本変種より、さらに水生生活に適応した形ともされる。特に富栄養化と水際環境の攪乱がこの種の侵入に有利に働くとの報告がある。
水田雑草としては基本変種よりこちらの方が影響が大きい。両種を水田に導入、繁殖させた実験では基本変種で米の生産量が50%減であったのに対して90%減となった。他の実験でも基本変種よりこの変種の方が影響が大きい結果が出ている。